# National Provincial Championship 2005
La National Provincial Championship 2005 fue la trigésima edición del principal torneo de rugby de Nueva Zelanda.
El campeón del torneo fue el equipo de Auckland quienes lograron su décimo quinto campeonato.

## Sistema de disputa
Cada equipo enfrenta a los equipos restantes en una sola ronda.
- Los cuatro mejores equipos clasifican a semifinales por la búsqueda del campeonato.

## Clasificación
Tabla de posiciones:
| Pos. | Equipo        | Encuentros | Encuentros | Encuentros | Encuentros | Tantos | Tantos | Tantos | PB | PB | Puntos |
| Pos. | Equipo        | PJ         | PG         | PE         | PP         | F      | C      | Dif    | BO | BD | Puntos |
| ---- | ------------- | ---------- | ---------- | ---------- | ---------- | ------ | ------ | ------ | -- | -- | ------ |
| 1.º  | Canterbury    | 9          | 7          | 1          | 1          | 234    | 138    | +96    | 4  | 1  | 35     |
| 2.º  | Auckland      | 9          | 7          | 0          | 2          | 290    | 219    | +71    | 5  | 0  | 33     |
| 3.º  | North Harbour | 9          | 6          | 1          | 2          | 280    | 158    | +122   | 6  | 0  | 32     |
| 4.º  | Otago         | 9          | 6          | 0          | 3          | 218    | 145    | +73    | 3  | 1  | 28     |
| 5.º  | Wellington    | 9          | 5          | 0          | 4          | 268    | 204    | +64    | 4  | 2  | 26     |
| 6.º  | Southland     | 9          | 4          | 0          | 5          | 200    | 256    | -56    | 1  | 2  | 19     |
| 7.º  | Waikato       | 9          | 4          | 0          | 5          | 203    | 199    | +4     | 1  | 1  | 18     |
| 8.º  | Bay of Plenty | 9          | 3          | 0          | 6          | 188    | 241    | -53    | 3  | 2  | 17     |
| 9.º  | Taranaki      | 9          | 2          | 0          | 7          | 164    | 215    | -51    | 2  | 3  | 13     |
| 10.º | Northland     | 9          | 0          | 0          | 9          | 97     | 367    | -270   | 0  | 1  | 1      |

|  | Semifinalistas. |

### Semifinales
| 15 de octubre | Auckland | 38 - 24 | North Harbour |  |  |

| 14 de octubre | Canterbury | 22 - 37 | Otago |  |  |

### Final
| 22 de octubre | Auckland | 39 - 11 | Otago |  |  |

| Bandera de Nueva Zelanda |
| Campeón Auckland         |
| Décimo quinto título     |